# Leyvaux
Leyvaux – miejscowość i gmina we Francji, w regionie Owernia-Rodan-Alpy, w departamencie Cantal.
Według danych na rok 1990 gminę zamieszkiwało 50 osób, a gęstość zaludnienia wynosiła 3 osoby/km² (wśród 1310 gmin Owernii Leyvaux plasuje się na 781. miejscu pod względem liczby ludności, natomiast pod względem powierzchni na miejscu 572.).